# Microcosmus formosa
Microcosmus formosa är en sjöpungsart som först beskrevs av William Abbott Herdman 1882.  Microcosmus formosa ingår i släktet Microcosmus och familjen lädermantlade sjöpungar. Inga underarter finns listade i Catalogue of Life.